# Kanton Nantes-9
Nantes-9 is een voormalig kanton van het Franse departement Loire-Atlantique. Het kanton maakte deel uit van het arrondissement Nantes. Het werd opgeheven bij decreet van februari 2014 met uitwerking op 22 maart 2015.
Het kanton omvatte uitsluitend een deel van de gemeente Nantes.